# Winfried Denk
Winfried Denk (Munique, 12 de novembro de 1957) é um físico alemão.
Recebeu o Prêmio Gottfried Wilhelm Leibniz de 2003.

## Prêmios e condecorações
- 2003: Prêmio Gottfried Wilhelm Leibniz
- 2012: Prêmio Kavli de neurociência für Neurowissenschaften
- 2013: Membro da Academia Nacional de Ciências dos Estados Unidos
- 2013: Prêmio Rosenstiel
- 2014: Membro da Organização Europeia de Biologia Molecular[1]
- 2015: Prêmio Brain